# Люсель (Франция)
Люсе́ль (фр. Lucelle) — коммуна на северо-востоке Франции в регионе Гранд-Эст (бывший Эльзас — Шампань — Арденны — Лотарингия), департамент Верхний Рейн, округ Альткирш, кантон Альткирш. До марта 2015 года коммуна административно входила в состав упразднённого кантона Феррет (округ Альткирш).
Площадь коммуны — 10,27 км², население — 42 человека (2006) с тенденцией к снижению: 39 человек (2012), плотность населения — 3,8 чел/км².

## Население
Численность населения коммуны в 2011 году составляла 40 человек, а в 2012 году — 39 человек.
| 1962 | 1968 | 1975 | 1982 | 1990 | 1999 | 2006 | 2008 | 2011 | 2012 |
| ---- | ---- | ---- | ---- | ---- | ---- | ---- | ---- | ---- | ---- |
| 62   | 64   | 68   | 53   | 71   | 47   | 42   | 41   | 40   | 39   |

Динамика населения:

## Экономика
В 2010 году из 30 человек трудоспособного возраста (от 15 до 64 лет) 26 были экономически активными, 4 — неактивными (показатель активности 86,7 %, в 1999 году — 77,4 %). Из 26 активных трудоспособных жителей работали 26 человек (17 мужчин и 9 женщин), безработных зарегистрировано не было. Среди 4 трудоспособных неактивных граждан 1 был учеником либо студентом, 1 — пенсионером, а ещё 2 — были неактивны в силу других причин.

## Достопримечательности (фотогалерея)

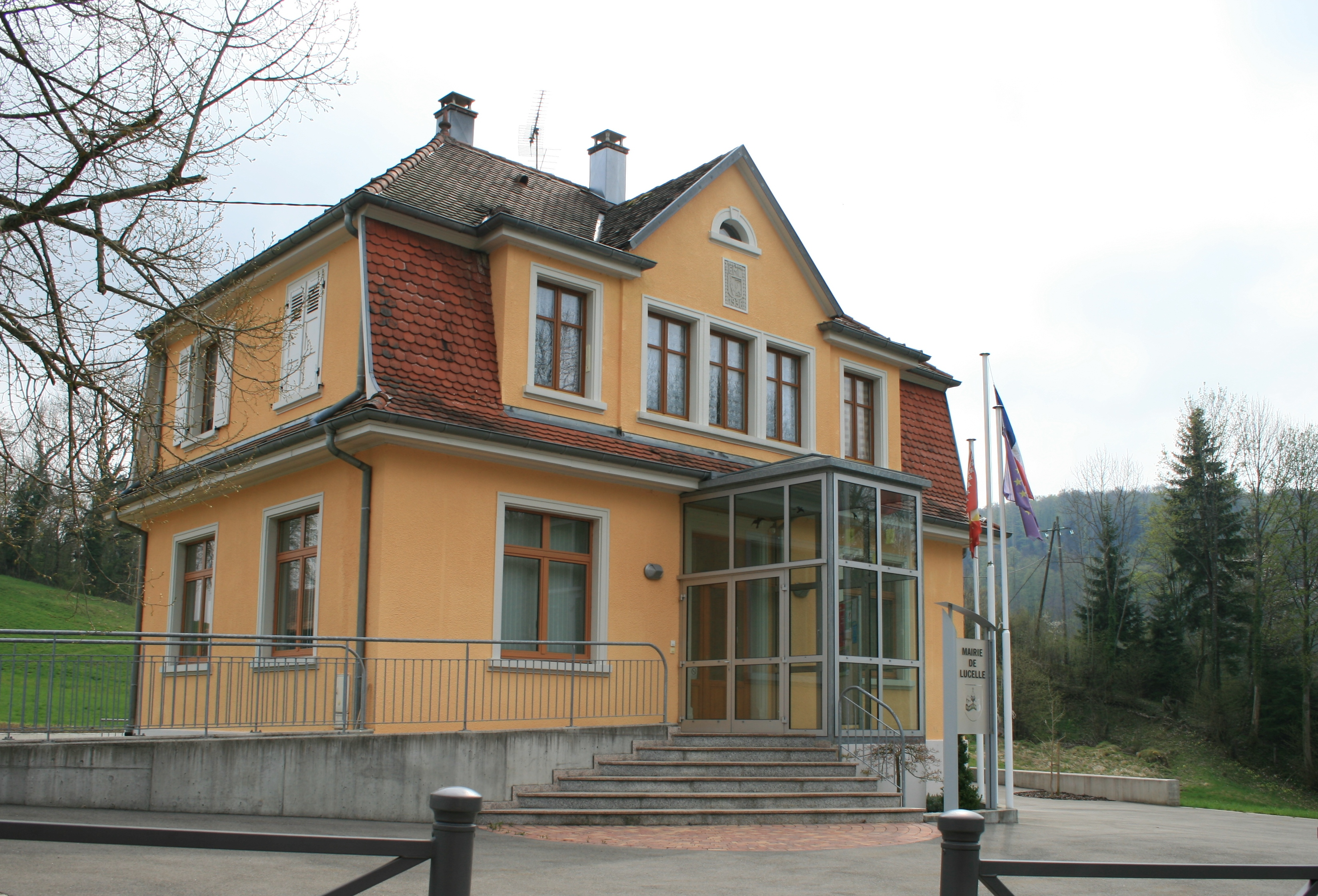
Здание мэрии
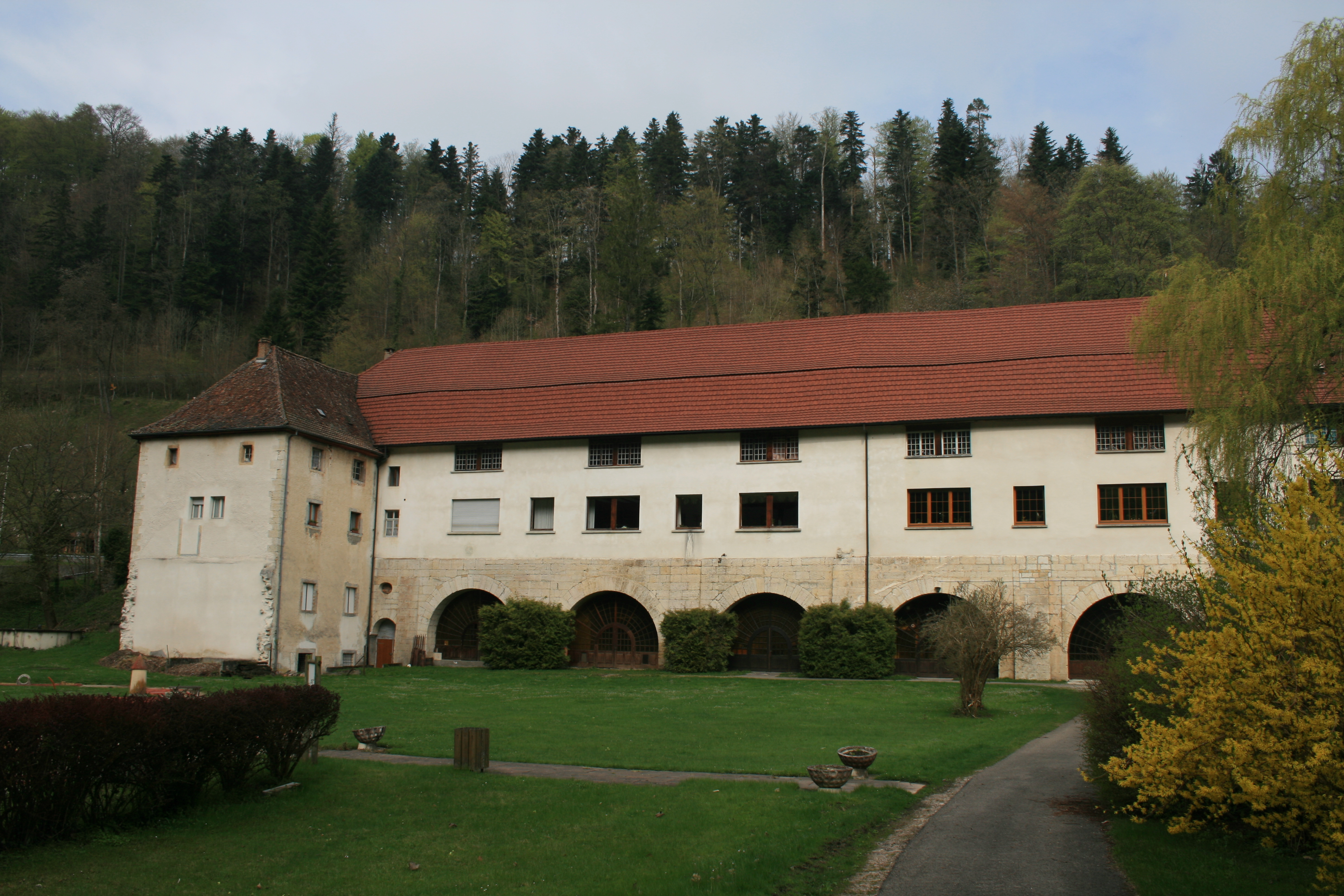
Аббатство
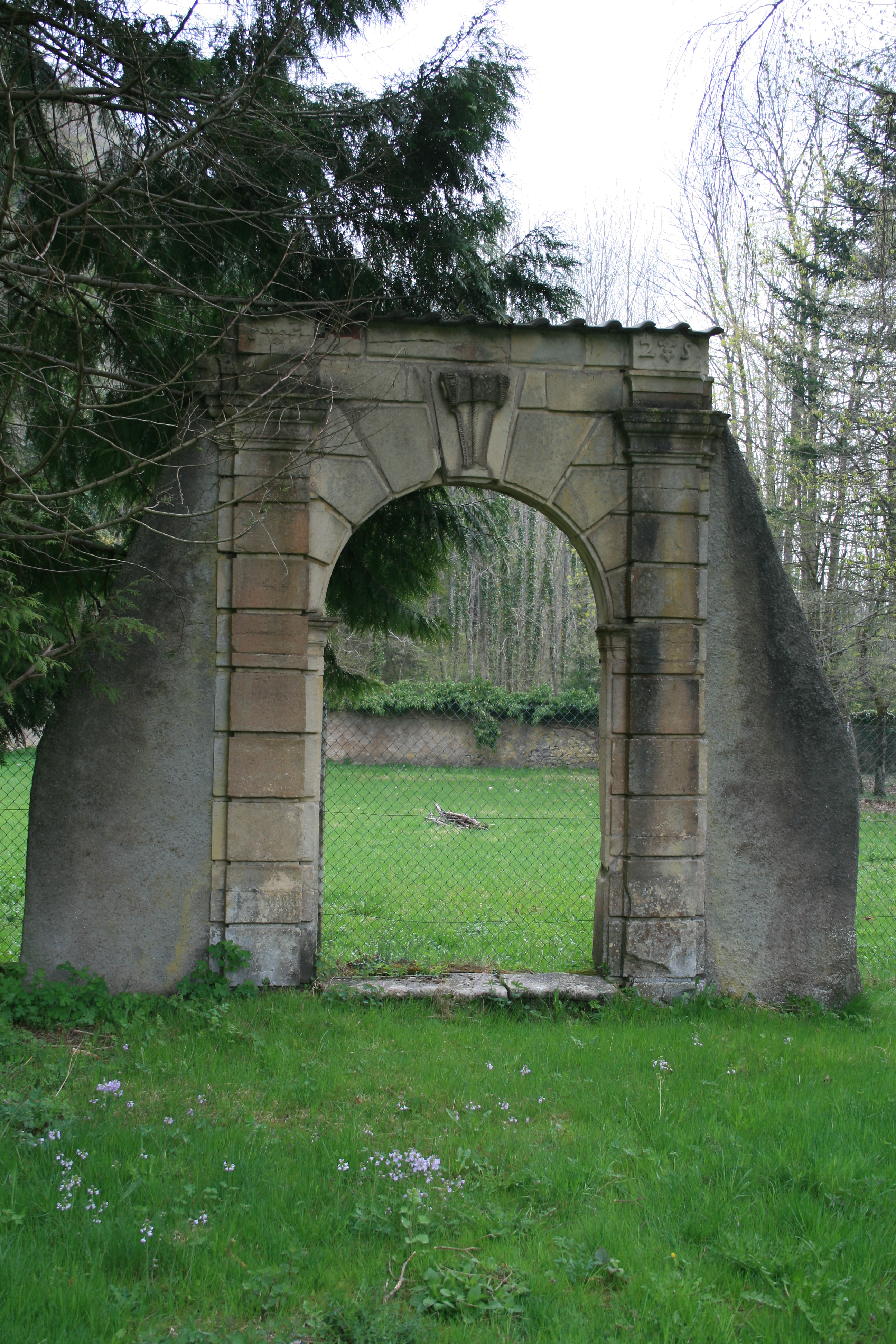